# Râul Deleni, Slănic
Râul Deleni este un curs de apă, afluent al râului Slănic. 

## Hărți
- Harta Județului Buzău